# Smyków (Sławno)
Smyków – część wsi Sławno w Polsce położona w województwie mazowieckim, w powiecie radomskim, w gminie Wolanów. 
W latach 1975–1998 Smyków położony był w województwie radomskim. 
Wierni Kościoła rzymskokatolickiego należą do parafii św. Anny w Sławnie.